# Загоренка (деревня)
Заго́ренка (бел. Заго́ранка) — деревня в составе Антоновского сельсовета Чаусского района Могилёвской области Белоруссии.

## История
В 1910 году в Чаусской волости Чаусского уезда Могилёвской губернии.

## Население

### Численность
- 2009 год — 34 человек

### Динамика
- 1910 год — 53 человек (26 муж., 27 жен.), 10 дворов[4]
- 2009 год — 34 человек[4]

## Достопримечательность
- Братская могила —  Историко-культурная ценность Республики Беларусь, шифр 513Д000551